# Stephen K. Hashmi

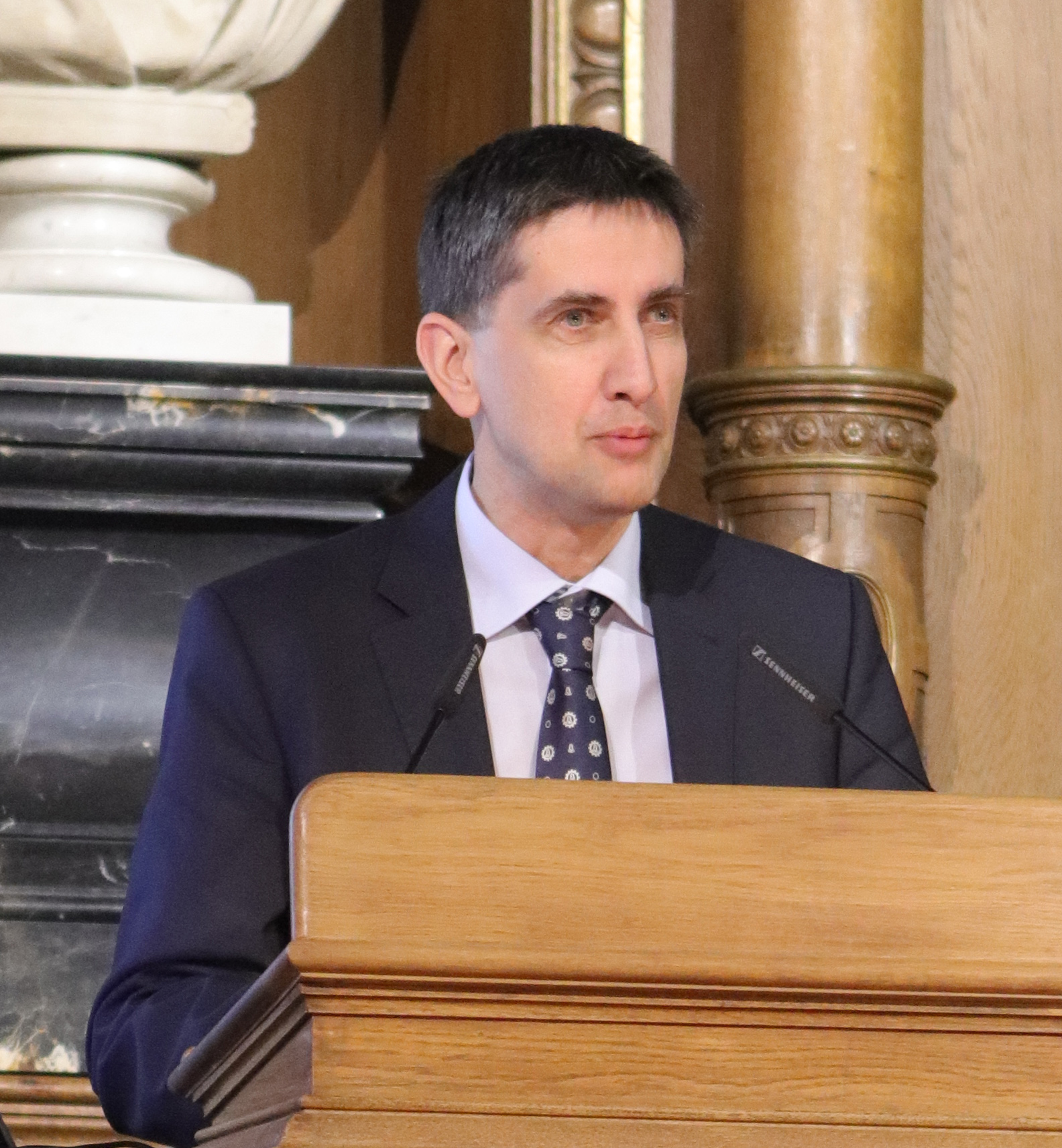
A. Stephen K. Hashmi hält die Laudatio für Felix R. Fischer

A. Stephen K. Hashmi (* 1963 in München) ist ein deutscher Chemiker. Er ist Professor für organische Chemie an der Ruprecht-Karls-Universität Heidelberg. Er ist vor allem bekannt für seine Arbeit an goldkatalysierten Reaktionen.

## Leben
Stephen Hashmi wurde als Sohn einer Deutschen und eines indischen Kernphysikers in München geboren. Nach Besuch des Werner-Heisenberg-Gymnasium Garching und einem 15-monatigen Wehrdienst begann er 1983 ein Chemiestudium an der Ludwig-Maximilians-Universität München, welches er 1988 mit dem Diplom abschloss, 1991 promovierte er in organischer Chemie bei Günter Szeimies (Übergangsmetall-katalysierte Kupplungs- und Cyclisierungsreaktionen an hochgespannten carbocyclischen Verbindungen). 1991 bis 1993 war er Post-Doktorand bei Barry Trost an der Stanford University und 1998 habilitierte er sich bei Johann Mulzer, bei dem er zunächst ab 1993 an der FU Berlin, ab 1995 an der Goethe-Universität Frankfurt am Main und 1996 auch kurzzeitig an der Universität Wien war. Nach Gastaufenthalt an der University of Tasmania in Hobart 1999, einer Vertretungsprofessur an der Philipps-Universität Marburg und nachfolgenden Lehraufträgen an der Philipps-Universität Marburg sowie der Universität Stuttgart wurde er 2001 Professor für organische Chemie an der Universität Stuttgart. Seit 2007 ist er Professor an der Universität Heidelberg und war dort von 2010 bis 2012 Dekan der Fakultät für Chemie und Geowissenschaften und Dekan der mathematisch-naturwissenschaftlichen Gesamtfakultät, von 2012 bis 2013 Prodekan der Fakultät für Chemie und Geowissenschaften und ist seit 2013 Prorektor für Forschung und Struktur der Universität Heidelberg.
2000 fand er sowohl gold-katalysierte Hydroarylierungen von Allenen und Alkinen als auch eine Anwendung von Gold-Katalysatoren in der organischen Chemie, die die Umwandlung von Furan-Derivaten in Phenole ermöglichen, die erste gold-katalysierte Reaktion vom Enin-Zyklisierungs-Typ mit Gold-Carben-Zwischenstufen. Diese Reaktion wurde nach ihm „Hashmi-Phenolsynthese“ genannt. Eine solche Umwandlung ist Voraussetzung, um die bei nachwachsenden Rohstoffen in großen Mengen verfügbaren Kohlenhydrate (aus denen durch Säurebehandlung Furane entstehen) in eine Form zu überführen, die eine Anwendung der im Erdölzeitalter entwickelten Standardverfahren der Chemieindustrie ermöglicht.

## Auszeichnungen
1998 wurde Stephen Hashmi mit dem Preis der Dr. Otto Röhm Gedächtnis-Stiftung, 2001 mit dem Karl-Ziegler-Stipendium, 2002 mit dem ORCHEM-Preis der Gesellschaft Deutscher Chemiker, 2011 mit dem Hector Wissenschaftspreis ausgezeichnet und 2013 in die Hector Fellow Academy aufgenommen.
2021 wurde Hashmi in die Academia Europaea gewählt.

## Schriften
- A. Stephen K. Hashmi, in Inventing Reactions (Ed. Lukas J. Gooßen), "Gold-Catalyzed Organic Reactions", Top. Organomet. Chem. 2013, 44, 143–164.
- mit D. Toste (Herausgeber) Modern Gold Catalyzed Synthesis, Wiley-VCH 2012
- mit Norbert Krause (Herausgeber) Modern Allene Chemistry, Wiley-VCH 2004
- A. Stephen K. Hashmi, "Gold-Catalyzed Organic Reactions", Chem. Rev. 2007, 107, 3180-3211.
- mit Graham Hutchings Gold Catalysis, Angewandte Chemie, International Edition, Band 45, 2006, S. 7896